# Constellation Brands – Marvin Sands Performing Arts Center
Das Constellation Brands – Marvin Sands Performing Arts Center; CMAC (ursprünglich das Finger Lakes Performing Arts Center; FLPAC) ist ein im Jahr 1983 eröffnetes Halbstadion in Canandaigua im Bundesstaat New York in den USA. Das 13-Millionen-US-Dollar-Gebäude fasst 20.000 Zuschauer und wird für Konzerte genutzt.

## Konzerte
Unter anderem traten hier schon Joni Mitchell, Diana Ross, Tony Bennett, Eric Clapton, Santana, Depeche Mode, John Fogerty, Joe Cocker, Whitney Houston, Crosby, Stills & Nash, Bob Dylan, John Denver, The Doobie Brothers, Fleetwood Mac, Stevie Ray Vaughan, Bonnie Raitt, Steve Winwood, Yes, Ray Charles, Sting, Elton John, Kiss, Vince Gill, Sheryl Crow und U2 auf.